# (2152) Hannibal
(2152) Hannibal (1978 WK) – planetoida z pasa głównego asteroid okrążająca Słońce w ciągu 5,54 lat w średniej odległości 3,13 au. Odkryta 19 listopada 1978 roku.